# بنك جرينجوتس
بنك جرينجوتس (بالإنجليزية: Gringotts Bank)‏، هو مكانٌ خيالي في سلسلة هاري بوتر للمؤلفة البريطانية جيه كيه رولينغ، وهو البنك الذي يحفظُ فيه السحرة أموالهم وبعض حاجياتهم الخاصّة، وهو كما وصفه هاجريد أمن مكان في عالم السحرة بعد مدرسة هوجوورتس للسحر والشعوذة.
يتم الذهاب إليه عن طريق جزء من حارة دياجون وقرب تقاطعها مع حارة نيكتورين، وهو مبنىً عالٍ مبني من الرخام الأبيض بارز يحرسه العفاريت والأقزام الأسطوريين، وفي جرينجوتس يضع الساحرات والسحرة أموالهم وأشيائهم الثمينة الأخرى في أقبية محددة في مكان تحت الأرض بآلاف الأميال.
و يُشاع أن عفاريت جرينجوتس تستخدم بعض المخلوقات مثل التنانين لحراسة بعض الأماكن عالية الأهمية في الأقبية. وعند الاقتراب من الأبواب الأمامية البرونزية اللامعة يوجد أسفلها الرخام الأبيض الذي يكسوا الأرضية، ويحرس ذلك المكان قزمًا يرتدى زيًا رسميًا قرمزيًا مُذهبًا. وبعد عبور الأبواب الأمامية يوجد غرفة مدخل مواجهة لمجموعة أخرى من الأبواب، ثم بعدها بابين آخرين فضيي اللون وقد حُفر عليهما القافية التالية:
| بنك جرينجوتس         | أُدخل أيها الغريب ولكن أِحترس مِن نتيجة خطيئة الجشع لأنَ هؤلاءِ الذين يأخذونَ مالاً لا يستحقونه سيُعاقبون بأكثر مِما يتصورون فإذا كُنتَ تختبئ لِسرقة كنز تحت أرضنا ليس لك الحق فيه فلقد تجد أكثر من الكنز هنا ولقد حذرناك أيها اللص | بنك جرينجوتس |
| — الأقزام الأسطوريين | |              |

## معرض الصور

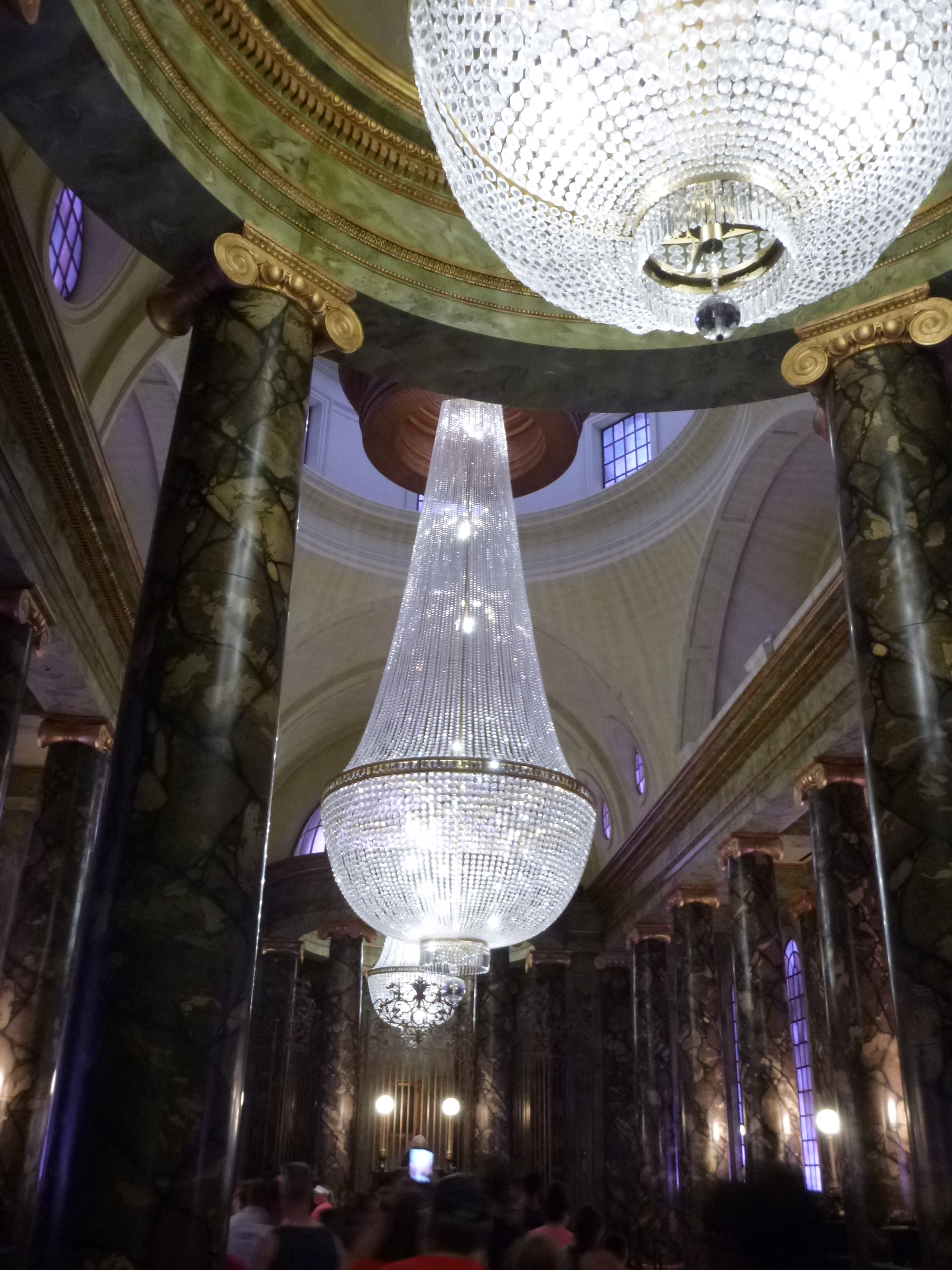
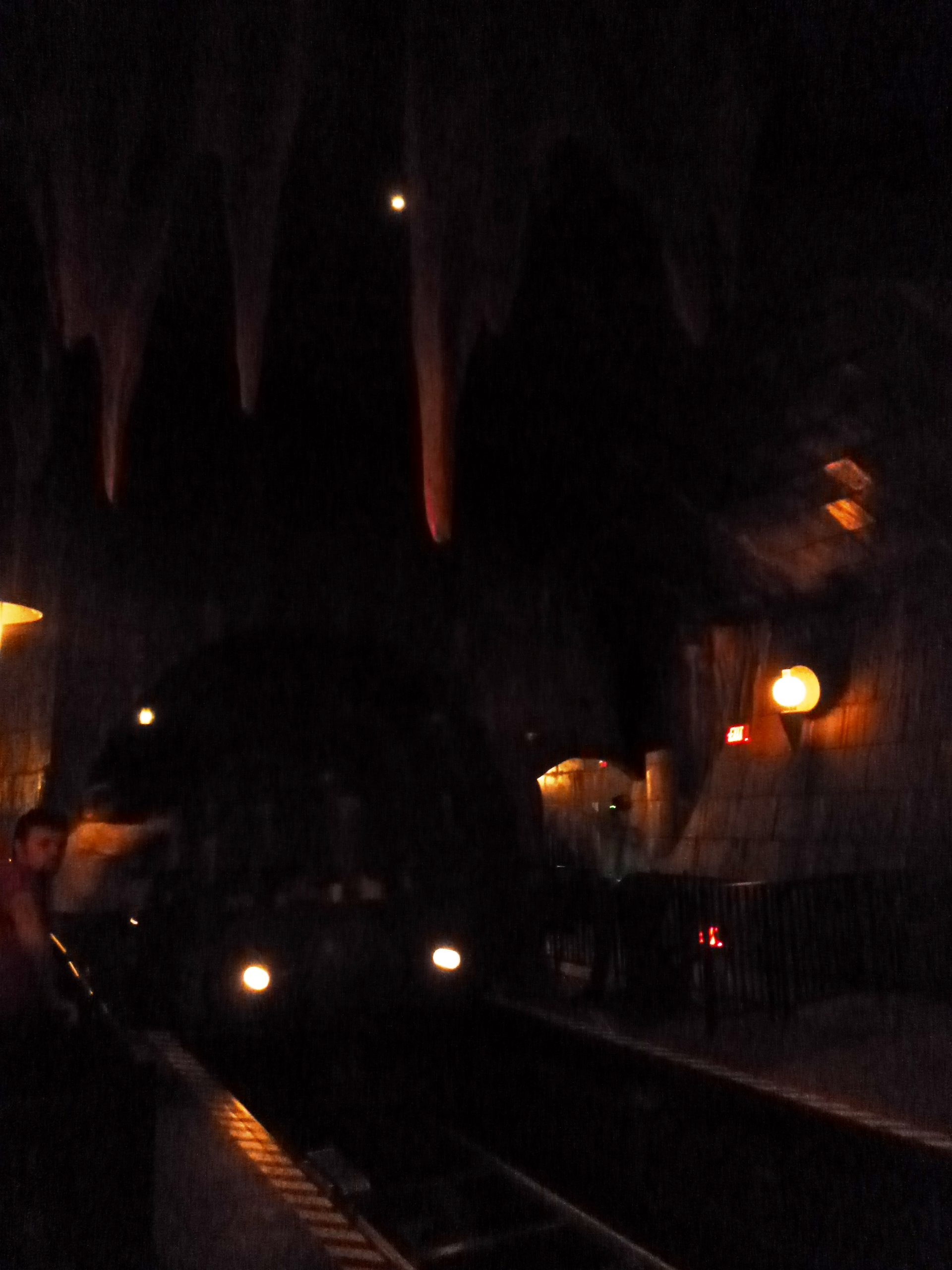
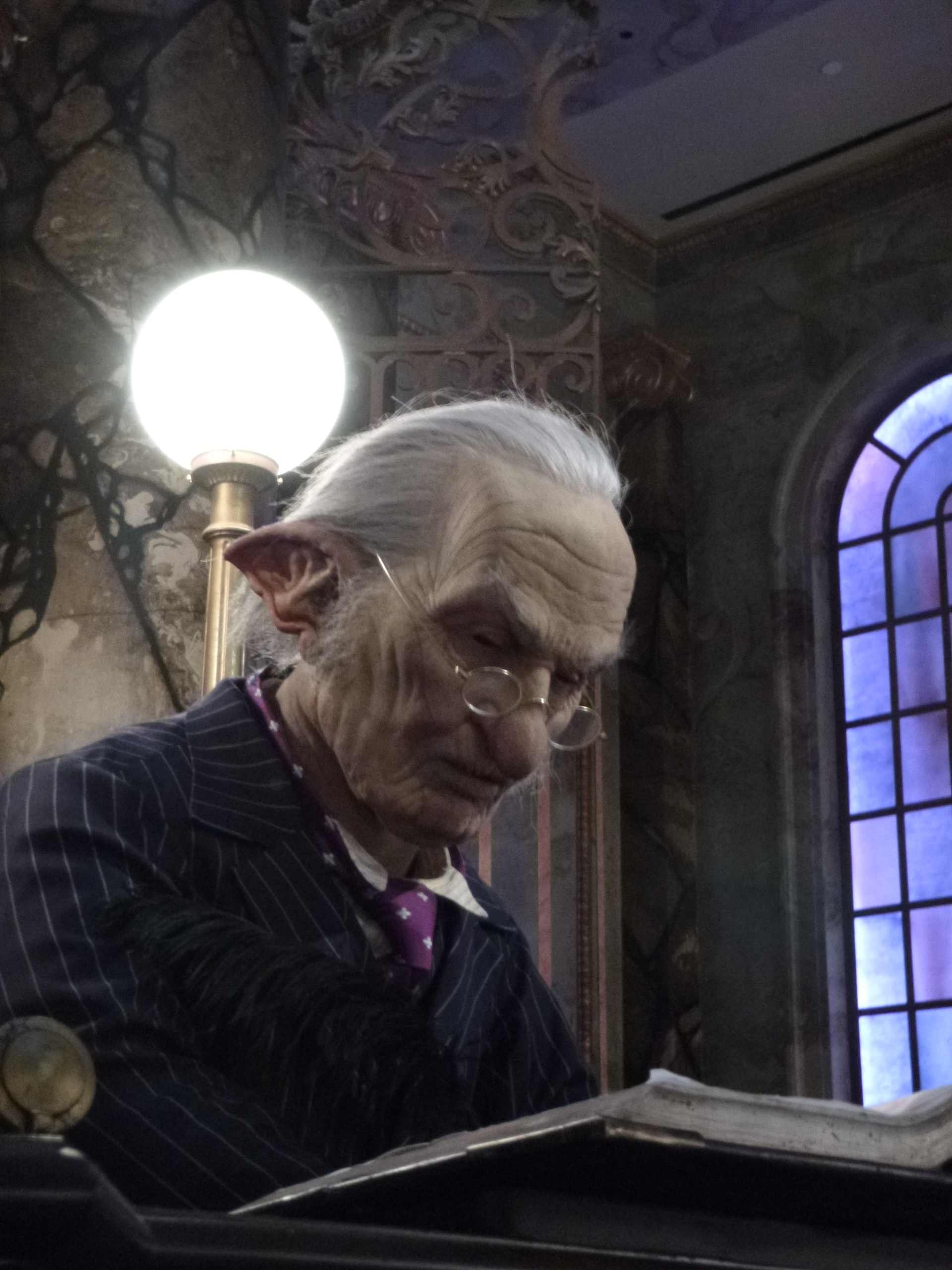
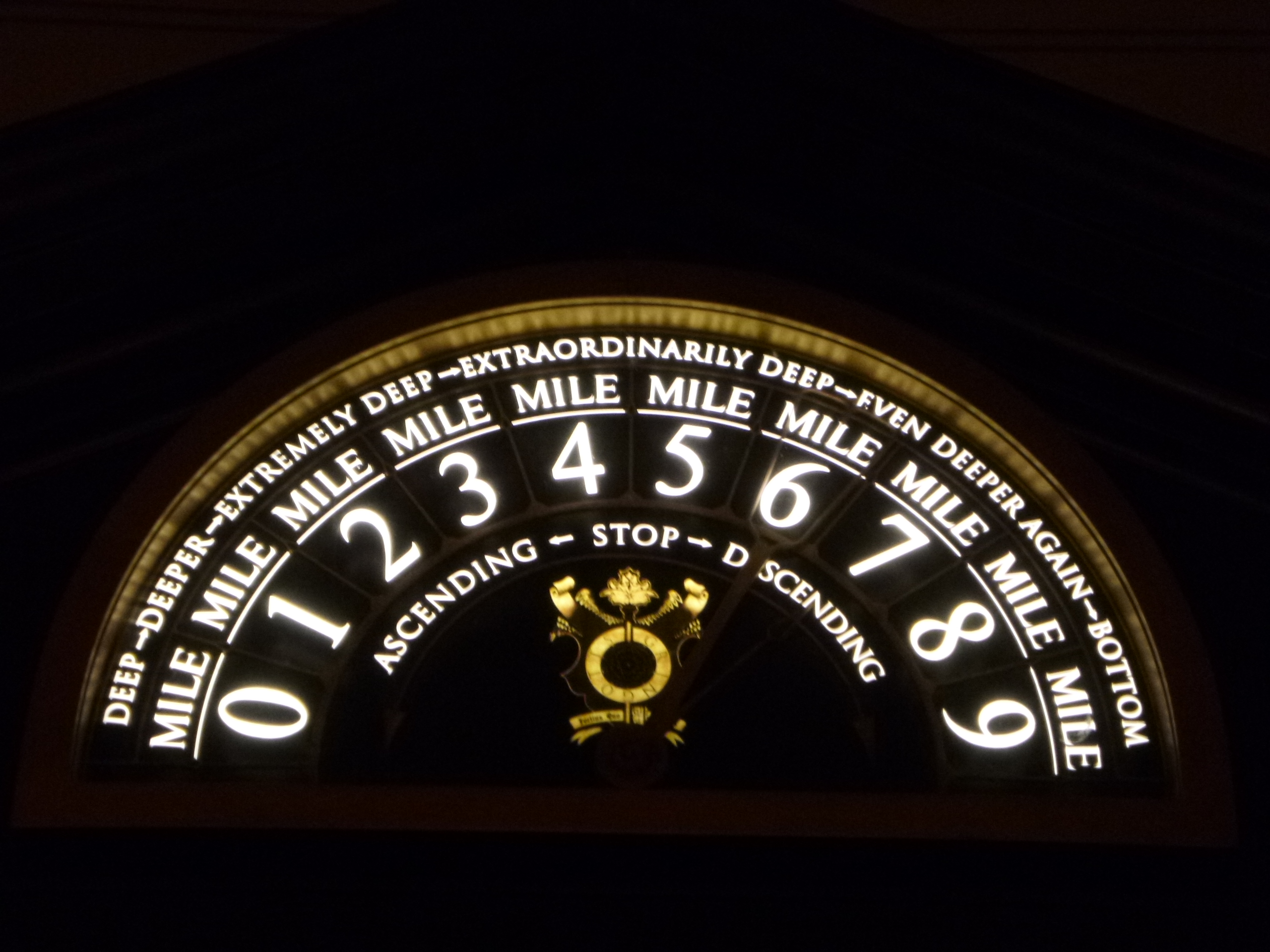